# 長克巳
長克巳（日语：長 克巳，1951年8月11日—），日本資深男演員、配音員。出身於群馬縣。身高176cm。A型血。

## 人物
本名長克美（與藝名2者的日文讀音相同）。1973年4月起從屬於劇團青年座，青山杉作記念俳優養成所出身。群馬縣立太田高等學校畢業。
在工作人員表中，他名字的「巳」經常被誤記成「己」。

## 演出作品
※粗體字表示說明飾演的主要角色。

### 電視劇
NHK
- 大河劇
  - 勝海舟（日语：勝海舟 (NHK大河ドラマ)）（1974年）－永井的問弟
  - 風與雲與彩虹（日语：風と雲と虹と）（1976年）－良正的士兵
  - 山頂的群像（日语：峠の群像）（1982年）－御用取次
  - 葵德川三代（2000年）－內藤清成（日语：内藤清成）
- 週六電視劇（日语：土曜ドラマ (NHK)）「松本清張系列 天才女畫家（日语：天才画の女#テレビドラマ）」（1980年）－記者
- Rouge（日语：ルージュ (テレビドラマ)）（2001年）

其它電視台
- 超級機器人 馬赫巴隆 第2話「空之牙 海之陷阱」（1974年，日本現代企劃（日语：日本現代企画））－東洋皇后號生還者
- 猛龍特警隊 第47話「終巴士上的女高中生射殺事件」（1976年，TBS）
- 西游记 (1978年电视剧) 第9話「危險的三藏!! 妖女地湧夫人」（1978年，國際放映（日语：国際放映））

### 電影
- 一代鮮師（1993年）

### 電視動畫
1995年
- 夢幻遊戲（鬼宿的父親）

1997年
- 名偵探柯南（勝田）

1998年
- 星際牛仔（巴登）
- 女惡魔人（取締官）
- 南海奇皇（日语：南海奇皇）（太郎田長吉、虛心會、動保團體男子）

1999年
- 星界的纹章（葛恩）
- ∀鋼彈（狄恩·海姆（日语：ハイム夫妻）、侍從長）

2000年
- 星界的戰旗（葛恩）
- 名偵探柯南（老闆、黑岩善吉）

2001年
- 人造人009 THE CYBORG SOLDIER（通信員）
- 上班族金太郎（武田董事、前園、岡田、田部、黑田）
- 旋風用心棒（日语：旋風の用心棒）（佐伯刑事[3]）
- 辣妹當家（青葉）
- 光劍星傳EX（十字王）
- 七虹香電擊作戰（提督）
- NOIR（法蘭契斯柯）
- 破邪巨星G彈劾凰（總統）
- 名偵探柯南（矢島邦男、鴨井五十吉）

2002年
- 閃靈二人組（劉孟焰）
- 攻殻機動隊 STAND ALONE COMPLEX（刑事部長）
- Heat Guy-J（日语：ヒートガイジェイ）（尼爾·歐森）
- 名偵探柯南（金城兵吾）
- 洛克人EXE（威利博士[4]、莫格爾、社長）
- WILD 7 another 謀略運河（日语：ワイルド7）（所長）

2003年
- L/R -Licensed by Royal-（日语：L/R -Licensed by Royal-）（翁）
- 京極夏彥 巷說百物語（毅十郎）
- Gilgamesh（日语：ギルガメッシュ (漫画)）（執事）
- 貯金大冒險（國王／忌廉燴飯的父親）
- SUBMARINE SUPER 99（日语：潜水艦スーパー99）（沖重造[5]）
- 變形金剛：微型傳說（星帝尤尼克隆）
- .hack//黃昏的腕輪傳說（管理部長）
- 火影忍者（日向一族長老〈初代〉）

2004年
- 御伽草子（站長）
- 機動戰士鋼彈SEED DESTINY（烏納特·艾瑪·聖蘭）[注 1]
- 今日大魔王！（親分）
- 攻殼機動隊 S.A.C. 2nd GIG（構造解析官）
- 醜陋美世界（老教授）
- 索斯機械獸IV（不動產屋）
- 光與水的女神（馬丁）
- 名偵探柯南（新野豐）
- 洛克人EXE Stream（阿爾伯特·W·威利博士（日语：アルバート・W・ワイリー））

2005年
- 增血鬼果林（維克特·辛克萊）
- Canvas2 ～彩虹色的圖畫～（教務主任）
- 交響詩篇艾蕾卡7（高僧A）
- JINKI:EXTEND（首脳B）
- 怪醫黑傑克（院長）
- 魔法少女奈葉A's（吉爾·克雷姆）
- 洛克人EXE BEAST（阿爾伯特·W·威利博士）

2006年
- 我們這一家（專家）
- 無罪的維納斯（桂）
- 陰守忍者（城主）
- 蠟筆小新（主任）
- 星際海盜（休利特）
- 009-1（アイアンハート）
- 奏光之Strain（巴洛[6]）
- 太陽默示錄（日语：太陽の黙示録）（經團連會長）
- 武裝鍊金（蝶野爆爵）
- Marginal Prince ～月桂樹的王子們～（巴特拉）
- 洛克人EXE BEAST+（阿爾伯特·W·威利博士）
- 狗狗向前衝（帕布洛夫）

2007年
- 我們這一家（男性）
- 精靈守護者（的父親）
- 瀨戶的花嫁（滿潮永澄的祖父）
- D.Gray-man（佩德羅）
- BACCANO！（莫爾沙·瑪爾汀喬）
- BAMBOO BLADE（川添珠姬的父親）
- 名偵探柯南（小此木清隆）
- 魔法人力派遣公司（功刀翔子的祖父、李青凰）

2008年
- 我們這一家（店主）
- H²O -FOOTPRINTS IN THE SAND-（神樂螢的祖父）
- 骷髏13（傑夫·麥克西米里安）
- 破天荒遊戲（店主）
- 波菲的漫長旅程（巴巴札）
- （校長）
- 名偵探柯南（瀨川旗郎）
- 藥師寺涼子怪奇事件簿（喫茶店店長）

2009年
- 忍者亂太郎（侍大將、大將、侍）

2010年
- 傳說的勇者的傳說（庫羅賽里）
- HEROMAN（比利）

2011年
- 神樣DOLLS（校長）
- 火影忍者疾風傳（三船）
- 忍者亂太郎（塚口水堂〈第2代〉、和尚）
- 名偵探柯南（輕邊定悟）
- Rio RainbowGate！（克拉克）

2012年
- PSYCHO-PASS 心靈判官（泉宮寺豐久）
- 塔麻可吉！（轆轤吉）
- Muv-Luv Alternative Total Eclipse（布德美爾·羅戈夫斯基）
- 魯邦三世 -名為峰不二子的女人-（梟頭[7]）

2013年
- 有頂天家族（長老）
- 絕園的暴風雨（艦長）
- 團地友夫（島田）
- 東京闇鴉（阿爾法）
- 穿透幻影的太陽（執事）

2014年
- 魔女的使命（鰐紳士）
- JoJo的奇妙冒險 星塵鬥士（格雷普萊[8]）
- 團地友夫（老手選手B）
- 魔彈之王與戰姬（吉斯塔特王國國王）
- ONE PIECE（伊利薩貝羅II世）

2015年
- 機動戰士鋼彈 鐵血的孤兒（諾布里斯·戈登[9]）
- 全部成為F THE PERFECT INSIDER（諏訪野[10]）
- 魔術快斗1412（近藤館長）
- 名偵探柯南（小玉由紀夫）
- ONE PIECE 薩波特別篇 ～3兄弟的羈絆 奇跡的再會和被繼承的意志～（伊利薩貝羅II世）

2016年
- JOKER GAME（白幡樹一郎）
- 哆啦A夢 (水田山葵版)（鍋奉行）
- 魯邦三世 (2015年系列)（哈爾狄尼）

2017年
- 青春歌舞伎（井筒）
- 梵諦岡奇蹟調查官（約哈尼·喬丹、布洛諾·普契尼）

2018年
- OVERLORD（蘭布沙三世）
- BASILISK ～櫻花忍法帖～（德川秀忠）
- 蒼天之拳 REGENESIS（北大路剛士）

### OVA
1992年
- 銀河英雄傳說（迪特利·曹肯）

1998年
- 魍魎游擊隊（大臣、官房長官）
- 鐵拳 -TEKKEN-（W.W.W.C局長）

2001年
- Z.O.E 2167 IDOLO（日语：Z.O.E 2167 IDOLO）（傑克遜司令）

2002年
- 戰鬥妖精雪風（谷澤）

2003年
- 魔神凱撒 死鬥！暗黑大將軍（戈根大公）

2008年
- 舞-乙HiME 0～S.ifr～（溫特王）

2011年
- 魔神凱撒SKL（荒神谷）

### 電影動畫
2000年
- Escaflowne（浮遊船將軍）
- 機動戰士鋼彈 特別版（保羅·卡休斯艦長）
- 人狼 JIN-ROH

2002年
- 6 ANGELS（日语：シックス・エンジェルズ）（美國總統）
- 貓的報恩

2005年
- 劇場版 洛克人EXE：光與黑暗的遺產（日语：ロックマンエグゼ 光と闇の遺産）（威利博士）

2011年
- 對某飛行員的追憶（馬科斯·葛雷洛[11]）

2013年
- 魔法少女姐妹悠悠和寧寧（樹老長[12]）

2015年
- 怪物的孩子

2016年
- CYBORG009 CALL OF JUSTICE（牛仔／阿諾·諾克斯[13]）

2017年
- GO-CHAN。 ～莫可與珍獸森林的夥伴們～（日语：ゴーちゃん。#劇場アニメ）（王樣[14]）

### 網路動畫
2019年
- 拳願阿修羅（熱海久）

### 遊戲
2001年
- 最终幻想X（基馬利·隆索）

2003年
- 星海遊俠 Till the End of Time（蘭卡）
- 最终幻想X-2（基馬利·隆索）
- 洛克人EXE Transmission（日语：ロックマンエグゼ トランスミッション）（威利博士）

2004年
- 重生傳奇（吉貝爾）

2005年
- 深淵傳奇（因戈貝爾德6世）

2006年
- 暴風傳奇（艾勞萊8世）

2007年
- SD鋼彈 G世代 SPIRITS（保羅·卡修斯、吉翁·茲姆·戴昆）

2008年
- 交響曲傳奇 -拉塔特斯克的騎士-（阿斯卡德町長）

2013年
- 火影忍者疾風傳 終極風暴3（三船[15]）

2014年
- 火影忍者疾風傳 終極風暴革命 REVOLUTION（三船[16]）

2015年
- JoJo的奇妙冒險 天國之眼（灰塔[17]）

2016年
- 火影忍者疾風傳 終極風暴4（三船[18]）

2020年
- 最終幻想VII 重製版（海德格[19]）

### 外語配音
※除了表格的作品之外，依英文名稱及英文原名排序。

#### 電影／電視影集
| 作品年份 | 作品名稱                                | 配演角色                         | 演員                          | 媒介                         |
| -------- | --------------------------------------- | -------------------------------- | ----------------------------- | ---------------------------- |
| 2005     | 忠狗巴比傳                              | William Chambers爵士             | Carandini Lee                 | DVD版本                      |
| 2010     | 魔境夢遊                                | Jabberwock                       | Carandini Lee                 | 富士電視台版                 |
| 2011     | 雨果的冒險                              | Monsieur Labisse                 | Carandini Lee                 | DVD版本                      |
| 1947     | 上海來的女人                            | Sidney Broome                    | Ted de Corsia                 | DVD版本                      |
| 1975     | 深夜止步                                | 廣播                             | －                            | TBS版                        |
| 1977     | 奪橋遺恨                                | Roy Urquhart少將                 | Sean Connery                  | DVD版本                      |
| 1983     | 藍色霹靂號                              | －                               | －                            | DVD版本                      |
| 1984     | 血迷宮                                  | Julian Marty                     | Dan Hedaya                    | DVD版本                      |
| 1989     | 魔鬼剋星2                               | 市公所人員、警部補               | Ben Stein                     | 朝日電視台版／Blu-rayBOX收錄 |
| 1993     | 必需品專賣店                            | Rose牧師                         | Don S. Davis                  | DVD版本                      |
| 1996     | 納什大橋                                | Aurand Rycheck                   | Jim Parish                    | 東京電視台版／DVD收錄        |
| 1996     | 泰山：史詩般的冒險                      | Lorin                            | －                            | NHK-BS2版／DVD收錄           |
| 1996     | 綁票通緝令                              | －                               | －                            | 朝日電視台版                 |
| 1996     | 101真狗                                 | －                               | －                            | 朝日電視台版                 |
| 1997     | 傻子亨利                                | Angus James                      | Chuck Montgomery              | VHS版本                      |
| 1997     | 小偷                                    | －                               | －                            | 影碟版本                     |
| 1997     | 絕對目標：豺狼末日                      | Timothy I. Witherspoon FBI搜査官 | J. K. Simmons                 | VHS&DVD版本                  |
| 1997     | 小鬼當家3                               | 署長                             | Baxter Harris                 | 日本電視台版                 |
| 1997     | 終極指令                                | Hettinger                        | Christopher Heyerdahl         | 朝日電視台版                 |
| 1997     | 愛在心裡口難開                          | Martin Bettes                    | Harold Ramis                  | BD版本                       |
| 1998     | 驚濤毀滅者－大洪水                      | －                               | －                            | 日本電視台版                 |
| 1998     | 吸血情聖                                | Nancarrow                        | Joseph O'Conor                | DVD版本                      |
| 1999     | 奪命大反擊                              | Ruby                             | George C. Scott               | DVD版本                      |
| 1999     | 危險人物                                | －                               | －                            | VHS&DVD版本                  |
| 1999     | 天堂的顏色                              | －                               | －                            | VHS&DVD版本                  |
| 1999     | 十月的天空                              | Anderson                         | Brady Coleman                 | BD&DVD版本                   |
| 1999     | 空中塞車                                | Tom                              | Neil Crone                    | DVD版本                      |
| 1999     | 飆風戰警                                | －                               | －                            | 日本電視台版                 |
| 1999     | 第六感                                  | Hill醫生                         | M. Night Shyamalan            | DVD版本                      |
| 1999     | 偷天遊戲                                | 博物館警衛                       | George Christy                | 影碟版本                     |
| 1999     | 往日柔情                                | Gary Wheeler                     | Brian Cox                     | VHS&DVD版本                  |
| 1999     | 億萬神犬                                | Clive Chives                     | James Doohan                  | VHS版本                      |
| 1999     | 總有驕陽                                | Arthur Rose                      | Delroy Lindo                  | Netflix頻道                  |
| 1999     | 強迫入境                                | Henry O.                         | 密使                          | DVD版本                      |
| 2000     | 偉大的蘇珊                              | －                               | －                            | DVD版本                      |
| 2000     | 神鬼尖兵                                | Dolly刑事                        | David Ferry                   | DVD版本                      |
| 2000     | 火線衝突                                | E. Warner法官                    | Richard McGonagle             | DVD版本                      |
| 2000     | 黑金迷牆                                | Martin Lombard                   | Christopher McDonald          | DVD版本                      |
| 2000     | 一個頭兩個大                            | Boshane法官                      | Richard Jenkins               | DVD版本                      |
| 2000     | X戰警                                   | 大貨車駕駛                       | George Buza                   | 影碟版本                     |
| 2000     | 十全大補男                              | －                               | －                            | DVD版本                      |
| 2000     | 綁票驚爆點                              | Hale Chidduck                    | Scott Wilson                  | DVD版本                      |
| 2000     | 下一個還是你                            | －                               | －                            | DVD版本                      |
| 2000     | 暗流                                    | Bernard Chernezé                 | Jean-Pierre Cassel            | DVD版本                      |
| 2000     | 奇異果女孩                              | Simon                            | －                            | LaLa TV頻道                  |
| 2000     | 驚爆地鐵                                | Arthur Mydanick                  | Steve Lawrence                | DVD版本                      |
| 2001     | 千你奇緣                                | －                               | －                            | DVD版本                      |
| 2001     | 驚爆危機 (美國電影)                     | Cavendish                        | Jonathan Hyde                 | DVD版本                      |
| 2001     | Lakeboat                                | Stan                             | J. J. Johnson                 | DVD版本                      |
| 2001     | 決戰猩球                                | Karl Vasich中將Karubi司令官      | Chris EllisKris Kristofferson | 日本電視台版機內上映版       |
| 2001     | 愛情魔咒                                | Herb Coopersmith                 | Michael Mulheren              | DVD版本                      |
| 2001     | 迷失太空                                | David Robinson                   | －                            | VHS&DVD版本                  |
| 2001     | 致命玩笑                                | －                               | －                            | DVD版本                      |
| 2001     | 開膛手                                  | Benjamin 'Ben' Kidney            | Terence Harvey                | 東京電視台版                 |
| 2001     | 惡靈13                                  | －                               | －                            | VHS&DVD版本                  |
| 2001     | 缺席的男人                              | －                               | －                            | DVD版本                      |
| 2001     | 極速追殺令                              | 石橋律師                         | 平田晴彥                      | DVD版本                      |
| 2001     | 我是山姆                                | Philip McNeily                   | Ken Jenkins                   | DVD版本                      |
| 2002     | 魔鬼報復者                              | Sal                              | Michael David Simms           | DVD版本                      |
| 2002     | 我愛貝克漢                              | Jess的父親                       | Anupam Kher                   | DVD版本                      |
| 2002     | 上帝之手                                | Sheriff Smalls保安官             | Luke Askew                    | DVD版本                      |
| 2002     | 魔蝎大帝                                | Jesup                            | Branscombe Richmond           | 日本電視台版                 |
| 2002     | 追情殺手                                | －                               | －                            | DVD版本                      |
| 2002     | K-19：寡婦製造者                        | Marshal Zolentsov                | Joss Ackland                  | DVD版本                      |
| 2002     | 小鬼大間諜2：惡夢島                     | 總統                             | Christopher McDonald          | DVD版本                      |
| 2002     | 沉靜的美國人                            | Bill Granger                     | Holmes Osborne                | DVD版本                      |
| 2002     | 美麗蹺佳人                              | －                               | －                            | DVD版本                      |
| 2002     | 戰地神探                                | Alistair Rose                    | Corin Redgrave                | NHK BS Premium版             |
| 2003     | 烏龍元首                                | －                               | －                            | DVD版本                      |
| 2003     | Firefight                               | George                           | Nick Mancuso                  | DVD版本                      |
| 2003     | 霹靂嬌娃2：全速進攻                     | Roger Wixon                      | Robert Foster                 | 朝日電視台版                 |
| 2003     | 茶母                                    |                                  | 權容雲                        | NHK-BS2版                    |
| 2004     | 連城訣                                  | 梅念笙                           | 于承惠                        | NECO頻道                     |
| 2004     | 急診室的春天                            | 第10季：Olivera第13季：偵探      | －Scott McDonald              | NHK-BS2版                    |
| 2004     | 浴火英雄                                | －                               | －                            | DVD版本                      |
| 2004     | 美國賤隊：世界警察                      | Spottswoode                      | Daran Norris                  | DVD版本                      |
| 2004     | 刀鋒戰士3                               | Caulder                          | Christopher Heyerdahl         | BD&DVD版本                   |
| 2005     | 數字搜查線                              | Alan Eppes                       | Judd Hirsch                   | 朝日電視台版                 |
| 2005     | 哈利波特：火盃的考驗                    | Amos Diggory                     | Jeff Rawle                    | 劇院公映版本／BD&DVD收錄     |
| 2006     | V怪客                                   | Lewis Prothero                   | Roger Allam                   | DVD版本                      |
| 2006     | 跳越時空的情書                          | －                               | －                            | DVD版本                      |
| 2006     | 衝出封鎖線2：邪惡軸心                   | Norman T. Vance                  | Bruce McGill                  | DVD版本                      |
| 2007     | 華麗的假期                              | 朴興洙                           | 安聖基                        | DVD版本                      |
| 2008     | 殺手沒有假期                            | Ken                              | Brendan Gleeson               | DVD版本                      |
| 2008     | 頭彩冤家                                | Jack Fuller Sr.                  | Treat Williams                | DVD版本                      |
| 2008     | 地獄騎士                                | Deuce                            | David Carradine               | DVD版本                      |
| 2008     | 詹姆士·龐德：量子危機                   | Medrano將軍                      | Joaquín Cosío                 | BD&DVD版本                   |
| 2009     | 百貨戰警                                | Vijay                            | Erick Avari                   | 東京電視台版                 |
| 2009     | 玩偶特工                                | －                               | －                            | DVD版本                      |
| 2009     | 靈書妙探                                | Patrick                          | －                            | 隨選視訊頻道                 |
| 2009     | 歡樂合唱團                              | Sandy Ryerson                    | Stephen Tobolowsky            | NHK BS Premium版             |
| 2010     | 驚爆萬惡城                              | Whitehouse                       | Jay O. Sanders                | BD&DVD版本                   |
| 2010     | 慾海醫心 (第2季)                        | William Collins                  | Bob Gunton                    | WOWOW版                      |
| 2011     | 哈莉與法律 (第2季)                      | Lily搜查官                       | －                            | WOWOW版                      |
| 2011     | 幻世浮生                                | －                               | －                            | WOWOW版                      |
| 2011     | 敏感事件                                | －                               | －                            | WOWOW版                      |
| 2011     | 神鬼奇航4：幽靈海                       | Henry Pelham                     | Roger Allam                   | BD&DVD版本                   |
| 2011     | X戰警：第一戰                           | Hendry上校                       | Glenn Morshower               | DVD版本                      |
| 2011     | 金裝律師                                | Henry Gerrard                    | Stephen Macht                 | 隨選視訊頻道                 |
| 2011     | 犯罪心理 (第7季)                        | Donald Collins                   | William Russ 飾演             | WOWOW版                      |
| 2011     | CSI犯罪現場：邁阿密 (第10季／The Final) | Scott O'Shay                     | Ed Begley, Jr.                | AXN頻道                      |
| 2012     | 維蘭德 (第3季)                          | －                               | －                            | DVD版本                      |
| 2012     | 神隱任務                                | Rob Farrior                      | James Martin Kelly            | DVD版本                      |
| 2013     | 宿主                                    | Jeb Stryder                      | William Hurt                  | BD&DVD版本                   |
| 2013     | 鋼鐵人3                                 | Rodriguez副總統                  | Miguel Ferrer                 | BD&DVD版本                   |
| 2014     | 檀島警騎2.0 (第4季)                     | 內部調査捜査官                   | Brian Thompson                | U-NEXT頻道                   |
| 2014     | X戰警：未來昔日                         | Erik Lehnsherr／Magneto          | Ian McKellen                  | 小淘氣剪輯版追加部分         |
| 2015     | 回歸                                    | Pastor Leon Wright               | Carl Lumbly                   | Netflix頻道                  |
| 2015     | 震盪效應                                | Cyril Wecht醫師                  | Albert Brooks                 | BD&DVD版本                   |
| 2016     | 藥命真相                                | Arthur Denning                   | Anthony Hopkins               | BD版本                       |
| 2016     | 泰山傳奇                                | Mr. Frum                         | Simon Russell Beale           | BD&DVD版本                   |
| 2016     | 神鬼駭客：史諾登                        | Ewen MacAskill                   | Tom Wilkinson                 | BD&DVD版本                   |
| 2017     | 最黑暗的時刻                            | Neville Chamberlain              | Ronald Pickup                 | BD&DVD版本                   |
| 2017     | 金牌特務：機密對決                      | Arthur                           | Michael Gambon                | BD&DVD版本                   |
| 2017     | 美國製造                                | Ronald Reagan總統（影像紀錄）    | Ronald Reagan總統（影像紀錄） | BD&DVD版本                   |

#### 動畫
2002年
- 長髮公主芭比（Wilhelm王〈Christopher Gaze 配音〉）

2007年
- 鄉下人（Martin Luther King, Jr）

2009年
- 蝙蝠俠：智勇悍將（Kanjar Ro）

2014年
- 飛機總動員：打火英雄（Pulaski〈Patrick Warburton 配音〉）

### 特攝影集
2015年
- 假面騎士Ghost（眼魔的配音）

### 舞台
- 青年座公演多數

## 腳註

## 外部連結
- 劇團青年座公式官網的團員簡歷 （页面存档备份，存于） （日語）
  - 青年座映画放送 （页面存档备份，存于）官網的團員簡歷 （日語）